# Берк, Генриетта

Генриетта Берк (англ. Henrietta Berk; 9 января 1919, Уичито, Канзас, США — 15 января 1990, Окленд, Калифорния) — американская художница. Видный представитель Фигуративной живописи Области залива середины XX-го века.
C 1955 по 1959 год обучалась живописи в Калифорнийском колледже искусств и ремёсел в Окленде у Ричарда Дибенкорна и Гарри Крелла.
Писала в основном маслом. Известна модернистскими пейзажами. Её работы отличались сильными цветами и формами.
Начиная с 1960 года, её работы экспонировались в музеях и галереях по всей Калифорнии, включая Музей современного искусства Сан-Франциско, Оклендский музей Калифорнии, Музей де Янга, галерея Картера, музей де Saisset Университета Санта-Клары и др.